# Water of Buchat
Das Water of Buchat ist ein Fluss in Schottland in der Council Area Aberdeenshire.

## Geographie
Das Water of Buchat entsteht durch den Zusammenfluss zweier Quellbäche an den Hängen der Ladder Hills am Nordostrand der Cairngorm Mountains in der Region Aberdeenshire. Es verläuft zunächst einen Kilometer in östlicher Richtung, bevor er nach Südosten abdreht. Das Water of Buchat folgt dem Tal Glen Buchat, um nach einer Strecke von rund 13 km in den Don zu münden, der schließlich in Aberdeen in die Nordsee entwässert. Der Fluss nimmt auf seinem Lauf zahlreiche Bäche auf, besitzt jedoch keine nennenswerten Zuflüsse. Entlang des Flusslaufes sind keine Städte oder Ortschaften vorhanden. Lediglich einzelne Gehöfte werden passiert.

## Umgebung
Nahe der Mündung wurde um 1590 die Burg Glenbuchat Castle errichtet. Die Festung gehörte zu den Besitztümern des Clans Gordon, der sie bis 1738 nutzte. Seit 1840 befindet es sich in einem ruinösen Zustand. Heute ist es als Scheduled Monument klassifiziert und wird von Historic Scotland verwaltet. An der Mündung quert die A97 das Water of Buchat.

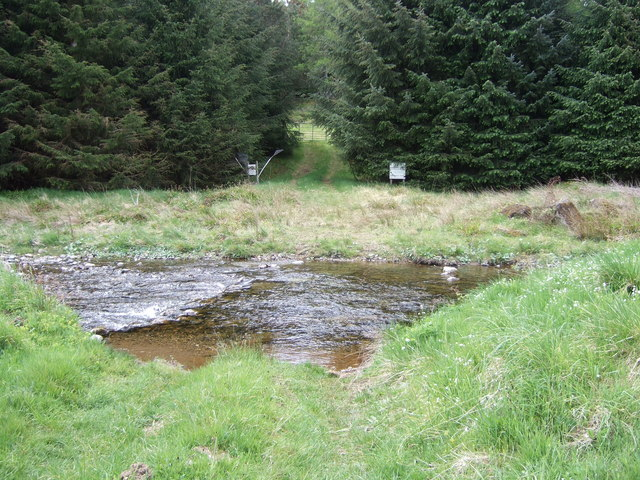
Furt durch den Fluss
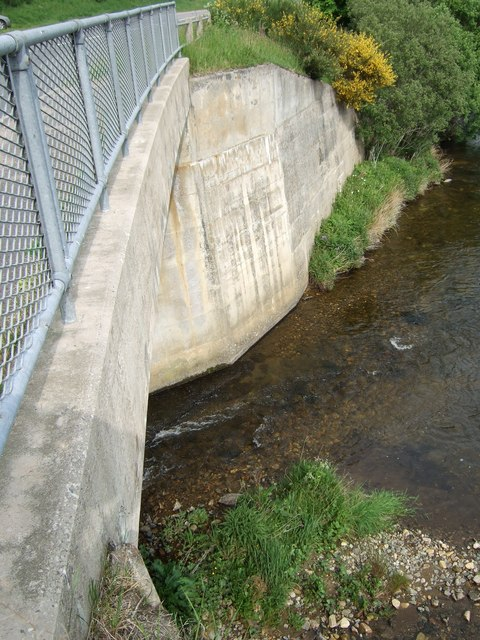
Mündung von der Brücke der A97